# Партия справедливости (Дания)
Партия справедливости (дат. Retsforbundet, в советских источниках переводилась как Правовой союз) — политическая сила Дании, основанная в 1919 году как ассоциация и преобразованная в 1922 году в политическую партию. Платформа партии основана на принципах американского экономиста Генри Джорджа, выступавшего за введение единого налога на всю землю, и датского философа-моралиста Северина Кристенсена.
Одна из немногих джорджистских партий в мире, достигавших успехов на выборах и парламентского представительства (даже вхождения в правительство). Партия была представлена в Фолькетинге в 1926—1960, 1973—1975, 1977—1981 годах. Она до сих пор участвует в муниципальных выборах под буквой E.

Символ партии с 1939 года.

## История

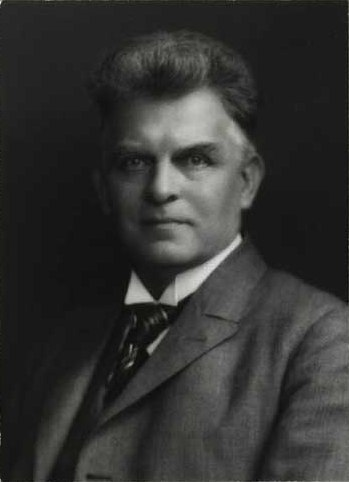
Аксель Дам, один из двух первых депутатов от партии

Правовой союз был основан 21 октября 1919 года сторонниками американского экономиста Генри Джорджа из круга философа права и морали Северина Кристенсена, включая Сигне Бьёрнер, сотрудничавшую в Датской женской ассоциации и активно участвовавшую в противостоянии протекционистской политике регулирования цен. Некоторые из членов имели опыт работы в Христианско-социальном союзе, ассоциациях арендаторов, молодёжных и других организациях. Вначале намерением было создать свободное политическое объединение, а не партию — отсюда и название.
В 1922 году оно изменило курс и решило баллотироваться на выборах. Партия впервые была избрана в парламент в 1926 году и впредь располагала небольшой депутатской группой, обычно из 2-3 человек. Во время Второй мировой войны партия поддерживала коллаборационистское правительство, однако не занимала министерских постов. В последующие годы под руководством доктора Партия справедливости добилась умеренного, но заметного прогресса и на выборах 1950 года сформировала парламентскую группу из 12 депутатов.
На протяжении 1950-х годов многие воспринимали её как партию буржуазного протеста, в которую входили представители мелкой буржуазии и свободных профессий, выступавшие за свободу частной инициативы и неприкосновенность частной собственности. К удивлению многих, после выборов 1957 года она присоединилась к левоцентристам, сумев в 1957—1960 годах войти в правящую «треугольную» коалицию с социал-демократами и Социал-либеральной партией, или Радикальной Венстре (лидер которой Бертель Дальгор перед выборами на вопрос о возможном формировании правительства с Retsforbundet ответил: «Тогда я предпочел бы умереть естественной смертью»). В кабинете Ханса Кристиана Хансена Партию справедливости представляли министр рыболовства Олуф Педерсен, министр внутренних дел Сёрен Олесен и лидер партии Вигго Старке, ставший министром без портфеля.
«Треугольная коалиция» сумела вывести Данию из застоя к экономическому росту, но избиратели считали это заслугой ведущей в ней социал-демократической партии, так что на выборах 1960 года «Правовой союз» потерял все 9 своих парламентских мандатов. А подготовленные правительством по инициативе этой партии законы о земле, ограничивавшие возможность спекуляции землёй, были отклонены на референдуме 1963 года.
Партия была вне парламента с 1960 по 1973 год. Обсуждалось сотрудничество с Либеральным центром, но оно не осуществилось. В 1960-х годах партия отошла от принципа минимального государства и сформулировала новую, социально-либеральную партийную программу, в которой должны были быть сохранены завоевания государства всеобщего благосостояния.
К тому же, с конца 1960-х годов противодействие членству Дании в Европейском экономическом сообществе стало важным элементом политики партии. На референдуме 1972 года по вступлению Дании в Европейские сообщества. Партия справедливости обозначила себя как единственная евроскептическая среди буржуазных политических сил и участвовала в создании надпартийного объединения Народное движение против ЕС.
На парламентских выборах Дании 1973 года партия получила 5 мест в Фолькетинге из-за своего несогласия с членством Дании в ЕЭС. Они потеряли свои места на следующих выборах в 1975 году, но восстановили своё представительство в 1977 году и были представлены до 1981 года. Систематический анализ голосования в Фолькетинге в 1970-е годы поместил партию немного правее Радикальной Венстре (поддерживавшей социал-демократическое правительство), но левее остальных буржуазных партий. Партия справедливости часто голосовала вместе с праволибертарианской Партией прогресса против законов и мер, по поддержке которых среди других партий был консенсус.

У представителя партии Иба Кристенсена также был мандат в Европейском парламенте в 1978—1979 годах, но на первых прямых выборах в Европарламент в 1979 году Партия справедливости с Кристенсеном во главе списка не сумела провести ни одного депутата. Впрочем, уже в 1984—1994 годах бывший председатель партии и лидер парламентской группы Иб Кристенсен был депутатом Европейского парламента, избранным от Народного движения против ЕС (однако впоследствии ведущими кандидатами от последнего становились уже представители Красно-зелёной коалиции).

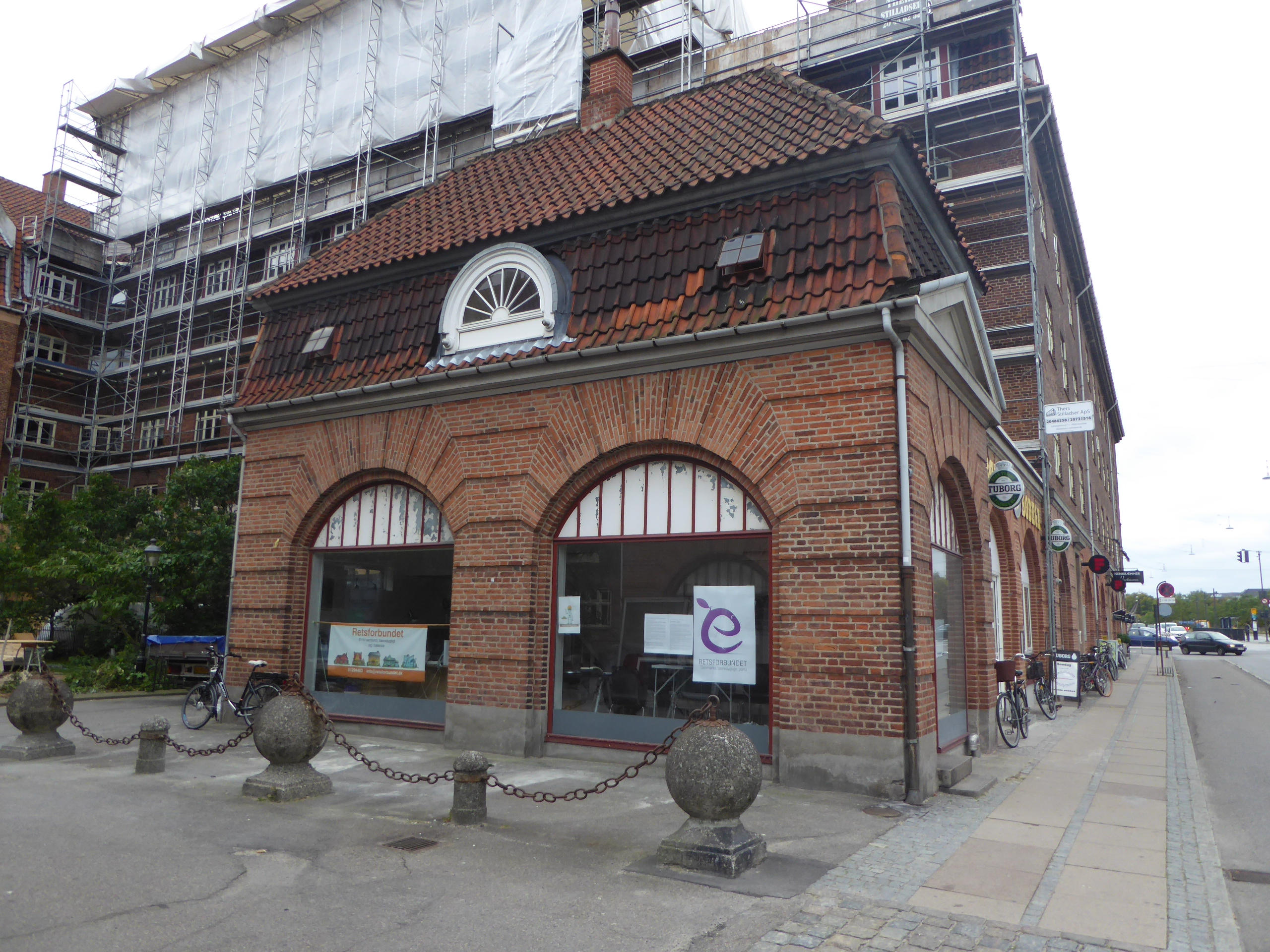
Штаб-квартира партии

В 1980-х годах поддержка партии пошла на спад, и в 1990 году партия прекратила свое участие в выборах на национальном уровне. Идея партии об общем праве всех граждан на природные богатства привела в 1980-х годах к повышенному вниманию к экологической политике, в 1990-х годах делались попытки сотрудничества с «Зелёными», провалившиеся из-за их разногласий. Партия также участвовала в составлении списка «Демократического обновления» на всеобщих выборах 1998 года.
На парламентских выборах 2005 года она баллотировалась вместе с Партией меньшинств (Minoritetspartiet). Это не принесло успеха, поскольку та набрала всего 0,3 % голосов. Партия справедливости не принимала участия в выборах 2007 года, но призвала голосовать за партии, которые хотят провести референдум по договору о реформе ЕС.
В 2012 году коллективное руководство приняло новую коммуникационную стратегию с четырьмя основными направлениями политики: выход Дании из ЕС, более эффективная экологическая политика, гуманитарная политика в отношении беженцев и иммиграции и налоговая реформа с 6%-ным налогом на землю, финансирующим более низкий подоходный налог, а также снижение НДС на основные товары с 25 % до 12,5 %. Программа партии, веб-сайт, логотип были модернизированы в сотрудничестве с группой студентов из Копенгагенского университета. Их молодёжная организация Retsforbundets Ungdom получила новую жизнь.

Печатный орган партии — газета «Vejen Frem».

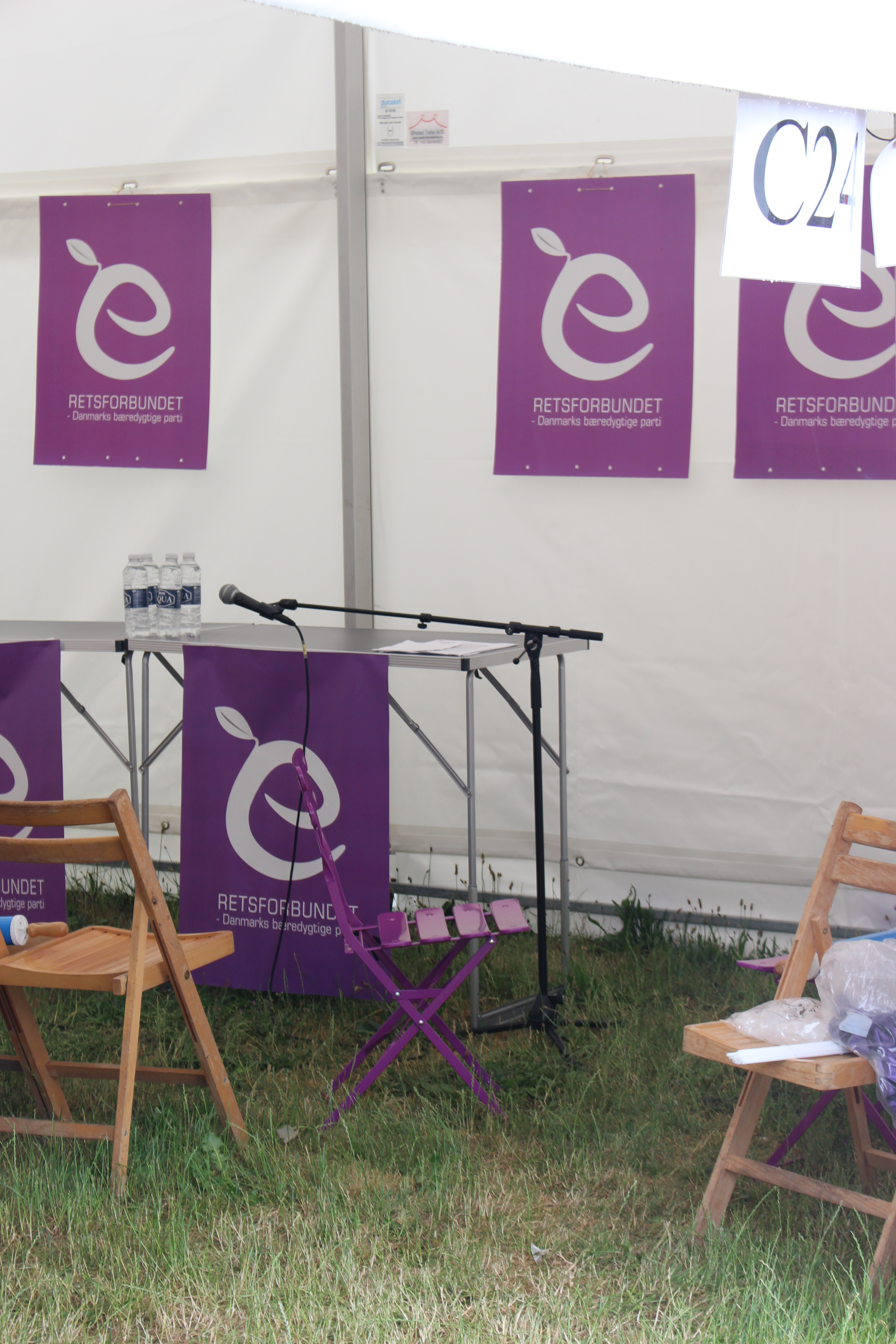
Палатка партии на фестивале Folkemødet 2016 года.

## Результаты выборов в парламент
| Год             | Голоса          | Голоса          | Голоса          | Места           | Места           |
| Год             | #               | %               | ± pp            | #               | ±               |
| --------------- | --------------- | --------------- | --------------- | --------------- | --------------- |
| 1924            | 12,643          | 1.0 %           | +1.0            | 0 из 149        | Новая           |
| 1926            | 17,463          | 1.3 %           | +0.3            | 2 из 149        | ▲ 2             |
| 1929            | 25,810          | 1.8 %           | +0.5            | 3 из 149        | ▲ 1             |
| 1932            | 41,238          | 2.7 %           | +0.9            | 4 из 149        | ▲ 1             |
| 1935            | 41,199          | 2.5 %           | -0.2            | 4 из 149        | ▬ 0             |
| 1939            | 33,783          | 2.0 %           | -0.5            | 3 из 149        | ▼ 1             |
| 1943            | 31,323          | 1.6 %           | -0.4            | 2 из 149        | ▼ 1             |
| 1945            | 38,459          | 1.9 %           | +0.3            | 3 из 149        | ▲ 1             |
| 1947            | 94,570          | 4.5 %           | +2.6            | 6 из 150        | ▲ 3             |
| 1950            | 168,784         | 8.2 %           | +3.7            | 12 из 151       | ▲ 6             |
| 1953 (апрель)   | 116,288         | 5.6 %           | -2.6            | 9 из 151        | ▼ 3             |
| 1953 (сентябрь) | 75,449          | 3.5 %           | -2.1            | 6 из 179        | ▼ 3             |
| 1957            | 122,759         | 5.3 %           | +1.8            | 9 из 179        | ▲ 3             |
| 1960            | 52,330          | 2.2 %           | -3.1            | 0 из 179        | ▼ 9             |
| 1964            | 34,258          | 1.3 %           | -0.9            | 0 из 179        | ▬ 0             |
| 1966            | 19,905          | 0.7 %           | -0.6            | 0 из 179        | ▬ 0             |
| 1968            | 21,124          | 0.7 %           | 0.0             | 0 из 179        | ▬ 0             |
| 1971            | 50,231          | 1.7 %           | +1.0            | 0 из 179        | ▬ 0             |
| 1973            | 87,904          | 2.9 %           | +1.2            | 5 из 179        | ▲ 5             |
| 1975            | 54,095          | 1.8 %           | -1.1            | 0 из 179        | ▼ 5             |
| 1977            | 102,149         | 3.3 %           | +1.5            | 6 из 179        | ▲ 6             |
| 1979            | 83,238          | 2.6 %           | -0.7            | 5 из 179        | ▼ 1             |
| 1981            | 45,174          | 1.4 %           | -1.2            | 0 из 179        | ▼ 5             |
| 1984            | 50,381          | 1.5 %           | +0.1            | 0 из 179        | ▬ 0             |
| 1987            | 16,359          | 0.5 %           | -1.0            | 0 из 179        | ▬ 0             |
| 1988            | Не выдвигалась. | Не выдвигалась. | Не выдвигалась. | Не выдвигалась. | Не выдвигалась. |
| 1990            | 17,181          | 0.5 %           | +0.5            | 0 из 179        | ▬ 0             |
| С 1994          | Не выдвигалась. | Не выдвигалась. | Не выдвигалась. | Не выдвигалась. | Не выдвигалась. |